# Тарталья, Антонио
Антонио Тарталья (итал. Antonio Tartaglia, 13 января 1968, Казальбордино, Италия) — итальянский бобслеист, разгоняющий, выступавший за сборную Италии в 1990-е годы. Олимпийский чемпион, серебряный призёр чемпионата мира, чемпион Европы.

## Биография
Антонио Тарталья родился 13 января 1968 года в коммуне Казальбордино, с детства полюбил спорт и, прежде чем попасть в бобслей, занимался лёгкой атлетикой. Став членом главной сборной страны, уже в начале 1990-х годов начал показывать вполне достойные результаты на Кубке мира. Благодаря этим успешным заездам в 1992 году его вместе с напарником Паскуале Гесуито взяли защищать честь Италии на Олимпийские игры в Альбервиль, тем не менее, добраться до призовых позиций команде не удалось: двенадцатое место как среди двоек, так и четвёрок.
Два года спустя на Играх в Лиллехаммере им вновь не удалось взойти на подиум, итальянцы финишировали девятыми в обеих программах. В 1998 году на Играх в Нагано спортсмен на пару с пилотом Гюнтером Хубером завоевал золотую медаль, став олимпийским чемпионом. Награду пришлось разделить со сборной Канады, которая по итогам четырёх заездов показала точно такое же время. Четырёхместный итальянский боб не повторил успех двухместного, добравшись лишь до четырнадцатого места. В 2002 году Тарталья также принимал участие в Олимпийских играх в Солт-Лейк-Сити, однако им с Хубером пришлось довольствоваться здесь восьмой позицией.
Помимо всего прочего, Тарталья имеет в послужном списке серебряную медаль мирового первенства, выигранную в 1997 году в швейцарском Санкт-Морице. Неоднократно побеждал на этапах Кубка мира, является двукратным чемпионом Европы.